# يروي أوسو
يروي أوسو (بالهولندية: Leeroy Owusu)‏ (13 أغسطس 1996 ببورميراند في هولندا - ) هو لاعب كرة قدم هولندي في مركز الدفاع. شارك مع منتخب هولندا تحت 17 سنة لكرة القدم ومنتخب هولندا تحت 19 سنة لكرة القدم. أما مع النوادي، فقد لعب مع أياكس أمستردام وشباب أياكس.

## روابط خارجية
- يروي أوسو على موقع قاعدة بيانات كرة القدم.إي يو (الإنجليزية)
- يروي أوسو على موقع Soccerway.com (الإنجليزية)
- يروي أوسو على موقع عالم كرة القدم.نت (الإنجليزية)